# Georges Dehaudt
Georges Gustave Dehaudt (né le 27 janvier 1870 à Lille, où il est mort le 3 novembre 1947) est un architecte français.

## Biographie
Il fut élève d'Émile Vandenbergh à l’École des beaux-arts de Lille, puis de Constant Moyaux à l'école nationale supérieure des beaux-arts (promotion 1890, première classe 1893). Il obtient son diplôme d'architecte en 1898.
Il expose au Salon des artistes français dès 1899 et y obtient cette année-là une mention honorable puis une médaille de 3e classe en 1900 et une médaille de 2e classe en 1908.
Georges Dehaudt s'installe à Lille où il construit un grand nombre de maisons.
Il est professeur d'architecture à l'école des beaux-arts de Lille à partir de 1902. Le département d'architecture devient l'école régionale d'architecture à Lille en 1905, Jules Batigny en fut le premier directeur ; à la mort de ce dernier, Georges Dehaudt lui succède par arrêté ministériel du 12 novembre 1909 ; il quitte cette fonction en 1943.
Il a eu comme élèves Gustave Gruson, Jean Dubuisson, Marcel Desmet, Pierre Willoqueaux, Maurice Thibeau, Antoine de Saussure, Armand Lemay fils, André Lys, Robert Clément, Gaston Doisy, Pierre-François Delannoy, Louis Mollet et Marcel Spender.
Il a effectué la restauration de l'école des arts et industries de Roubaix et de l'école des arts et métiers de Lille à l'issue de la Première Guerre mondiale.
Il est chevalier de la Légion d'honneur le 15 février 1927. Il est inhumé au cimetière de l'Est à Lille.

## Réalisations notables
- À Lille :
  - 1902 : hôtel particulier, 8-10, rue du Maréchal-de-Lattre-de-Tassigny[4]
  - 1905 : maison 22, rue Gounod
  - Vers 1920 : immeuble 15, rue Jean-sans-Peur[5]
  - 1925 : immeuble 36, rue Anatole-France[6]
  - 1925 : immeuble 7-9, rue Jean-sans-Peur[7]
- A La Madeleine :
  - 137 Boulevard de la république

- En France :
  - Vers 1912 : monument des Trois sièges, à Belfort avec le sculpteur Auguste Bartholdi puis Louis Noël et Jules Déchin

- Au Québec :
  - 1931 : monument à Jeanne d'Arc – parc de Sillery (Québec) avec le sculpteur Jules Déchin[8]

## Galerie

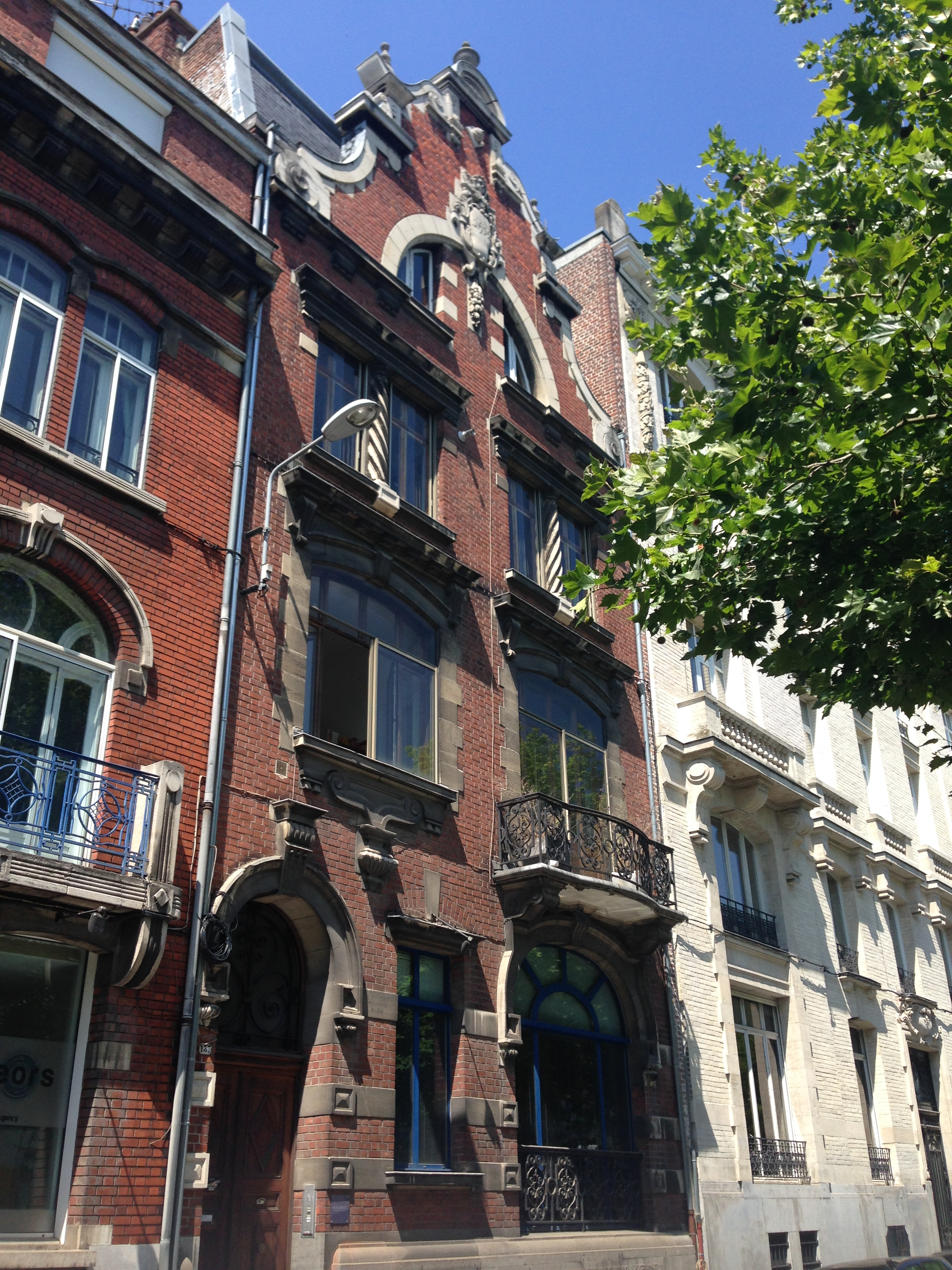
137 Avenue de La République, La Madeleine
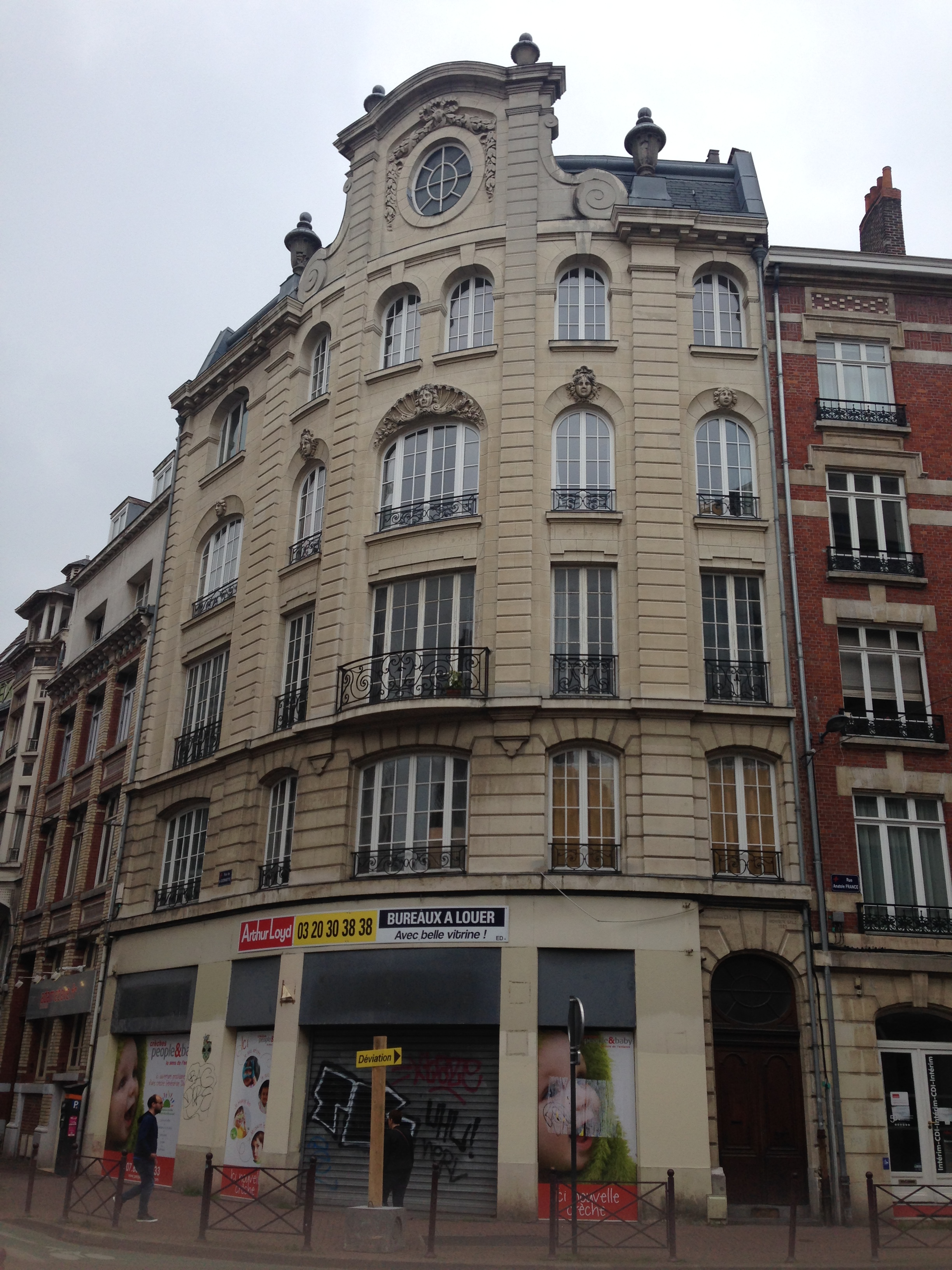
36 rue Anatole France, Lille
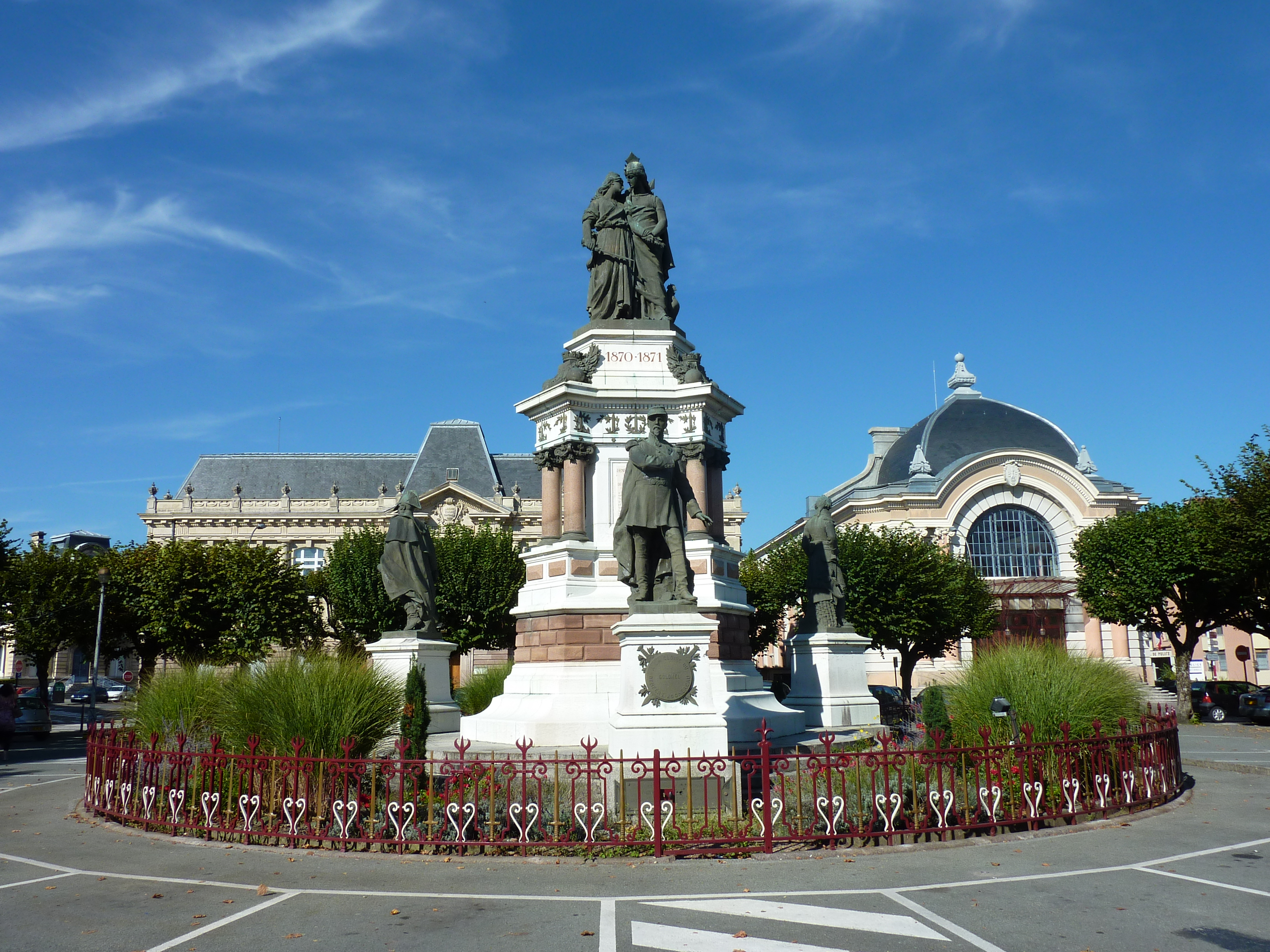
monument des Trois sièges, Belfort
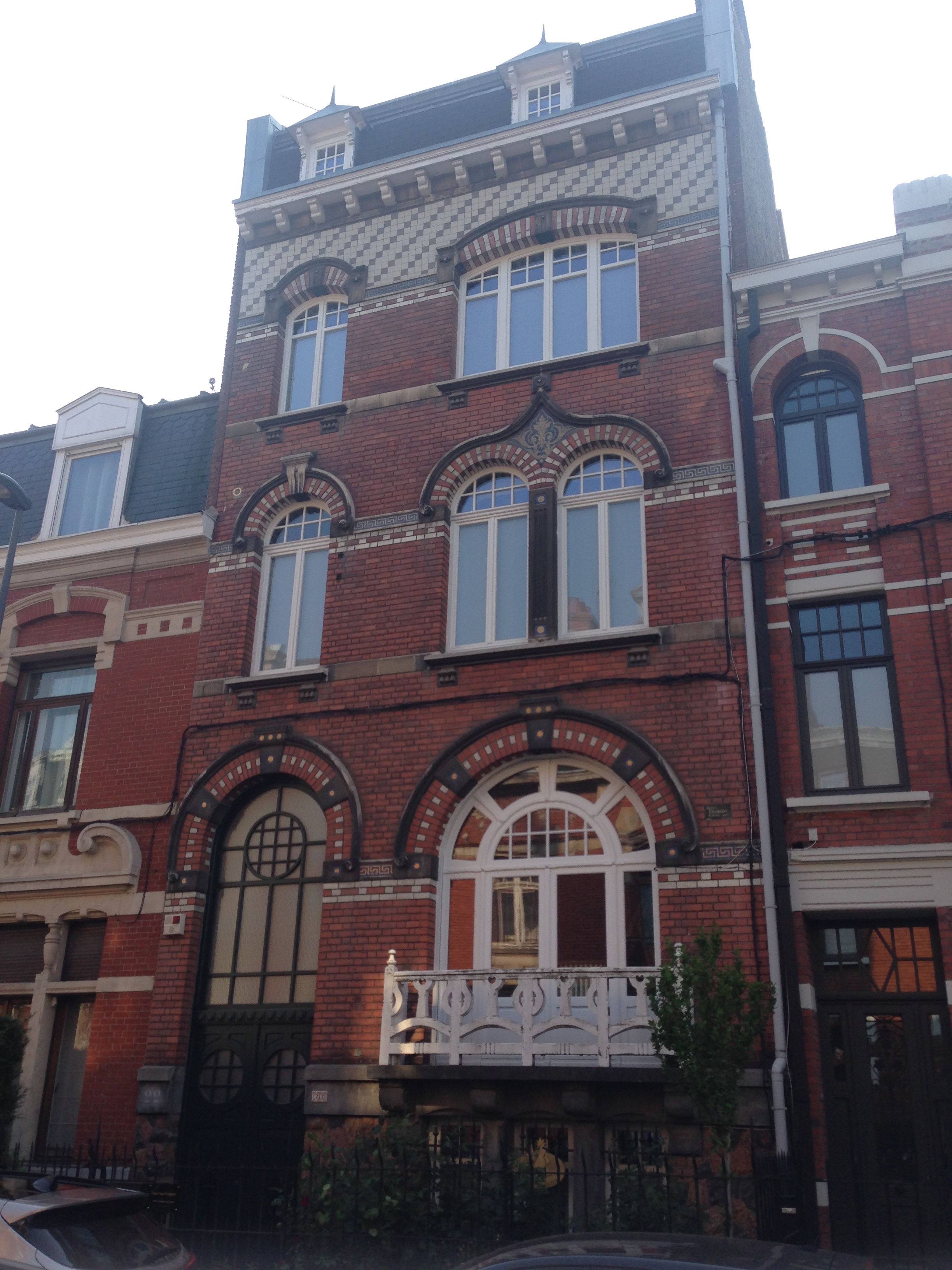
22 rue Gounod, Lille

## Distinctions
- Officier d'académie (1910)[3] ;
- Chevalier de la Légion d'honneur (1927).